# Río Colún
El Río Colún es un curso natural de agua que nace en las laderas occidentales de la cordillera de la Costa de la Región de Los Ríos y fluye hasta desembocar en el océano Pacífico.

## Trayecto
La cuenca del río limita al norte con la cuenca del río Chaihuín que a su vez limita al norte con la desembocadura del río Valdivia. Nace en las laderas del cerro Colún y se dirige hacia el oeste para luego girar hacia el sur. A su lado derecho, entre el mar y el río se encuentran las llamadas Laguna Gemelas, la de occidente, que desagua al mar directamente, y la de oriente que lo hace a través del estuario del Colún, poco antes de formarse el estuario del Colún que ingresa al mar protegido por una barra.

## Caudal y régimen
El río tiene un régimen pluvial, proveniente de las intensas precipitaciones de la zona (en la Isla Teja alcanzan 2475 mm por año) que dan vida también al denso Bosque valdiviano.: 1 

## Historia
Francisco Solano Asta-Buruaga y Cienfuegos escribió en 1899 en su Diccionario Geográfico de la República de Chile sobre el río:
Colún.-—Riachuelo del departamento de la Unión, que corre hacía el O. por entre la serranía selvosa inmediata á la costa del Pacífico, y va á desembocar en éste á cuatro kilómetros al N. de la caleta de Hueicolla y ocho ó nueve al S. de la punta de la Galera.
Luis Risopatrón lo describe en su Diccionario Jeográfico de Chile de 1924:: 241 
Colun (Rio) 40° 05' 73° 38’. De corto curso i caudal, corre hacia el W por entre la serranía selvosa inmediata a la costa del Pacífico, tuerce al S i SW, torrentoso i estrecho i vacia sus aguas en la ensenada de aquel nombre; cerca del mar es hondo, pero no navegable, ni aun por botes. 1, XVIII, p. 266; 61, XXXV, p. 34 i 62; i 156; Cólun en 1, VIII, p. 184; 1 riachuelo Colún en 155, p. 162.